# Kommunistische Arbeiter-Union Deutschlands
Die Kommunistische Arbeiter-Union Deutschlands (KAUD) war eine rätekommunistische Organisation in Deutschland in der Endphase der Weimarer Republik und während der Zeit des Nationalsozialismus.

## Geschichte
Die KAUD wurde im Dezember 1931 von Teilen der Allgemeinen Arbeiter-Union (AAU) und der Allgemeine Arbeiter-Union – Einheitsorganisation (AAU-E) „Frankfurt-Breslauer Richtung“ sowie der KAPD gegründet. Sie sollte eine Zusammenfassung der noch aktiven Rätekommunisten in Deutschland erreichen. Die KAUD verstand sich als Vereinigung von Partei und Gewerkschaft und entstand als Versuch der Bündelung der Kräfte des Rätekommunismus vorwiegend unter dem Eindruck des aufkommenden Nationalsozialismus. Ziel der KAU war die „Schulung der proletarischen Massen, die Propagierung der kommunistischen Rätebewegung“ und die „Schaffung proletarischer Kampfeinheit durch die Räte“. Grundlage der KAU war die Auffassung, dass alle Kämpfe von der Arbeiterklasse selbst zu führen seien. 
Die Aktivitäten der KAUD sind kaum dokumentiert. Über ihre Mitglieder ist wenig bekannt. Zu den Gründern gehörte Jan Appel, der zu dieser Zeit in den Niederlanden lebte und dort an der Gründung der Gruppe Internationaler Kommunisten (GIK) beteiligt war. Zur Zeit ihrer Gründung hatte die KAUD 343 Mitglieder. Die Berliner Gruppe gab die Wochenzeitung Der Kampfruf – Organ der KAU-RBO (Revolutionäre Betriebsorganisation) heraus, die bis 1933 erschien.
Zeitweise schloss sich die KAUD mit der deutschen Sektion der Industrial Workers of the World (IWW) zu einem „Kartell“ zusammen. KAUD und IWW versuchten auch eine Annäherung an die Freie Arbeiter Union (FAUD) zwecks Bildung eines „Kartells gegen Faschismus und Reaktion“. Diese kam jedoch nicht zustande, da die FAUD die Idee in der Theorie für richtig in der Praxis jedoch für „sehr schwierig“ hielt.
Die KAUD stand in enger Verbindung mit der niederländischen Gruppe Internationaler Kommunisten (GIC) und gab deren Schrift Grundprinzipien kommunistischer Produktion und Verteilung heraus. Ab 1933 waren die Mitglieder in diversen Widerstandsgruppen aktiv, teilweise in der Gruppe Rote Kämpfer und der Kommunistischen Räte-Union.